# 1768.
◄ | 17. stoljeće | 18. stoljeće | 19. stoljeće | ►
◄ | 1730-ih | 1740-ih | 1750-ih | 1760-ih | 1770-ih | 1780-ih | 1790-ih | ►
◄◄ | ◄ | 1765. | 1766. | 1767. | 1768. | 1769. | 1770. | 1771. | ► | ►►
Arhitektura • Astronomija • Biologija • Glazba • Kazalište • Kemija • Kiparstvo • Knjige • Književnost • Kršćanstvo • Medicina • Politika • Pravo • Promet • Slikarstvo • Znanost

## Događaji
- donesen kazneni zakon Marije Terezije – Constitutio Criminalis Theresiana

## Rođenja
- 8. listopada – Vlaho Stulli, hrvatski pjesnik i komediograf († 1843.)
- 30. studenoga – Jędrzej Śniadecki, poljski znanstevnik i književnik († 1838.)

## Smrti
- 29. travnja – Georg Brandt, švedski kemičar i mineralog te otkrivač kobalta (* 1694.)

## Vanjske poveznice
|  | Zajednički poslužitelj ima još gradiva o temi 1768. |